# Canton d'Aigueperse
Pour les articles homonymes, voir Aigueperse.
Le canton d'Aigueperse est une circonscription électorale française située dans le département du Puy-de-Dôme et la région Auvergne-Rhône-Alpes.

## Histoire
Les redécoupages des arrondissements intervenus en 1926 et 1942 n'ont pas affecté le canton d'Aigueperse.
Le redécoupage de 2014 (par un décret du 25 février 2014) modifie le périmètre du canton qui gagne 12 communes : Chappes, Chavaroux, Clerlande, Ennezat, Entraigues, Lussat, Les Martres-d'Artière, Martres-sur-Morge, Saint-Ignat, Saint-Laure, Surat et Varennes-sur-Morge ce qui porte le nombre de communes de 12 à 24.

## Représentation

### Conseillers généraux de 1833 à 2015
| Période | Période      | Identité                                  | Étiquette    | Qualité |
| ------- | ------------ | ----------------------------------------- | ------------ | --- |
| 1833    | 1836 (décès) | Pierre Andrieu (1775-1836)                |              | Propriétaire, maire d'Aigueperse                                                                                               |
| 1836    | 1848         | Félix Victor Martha-Becker, Comte de Mons | Droite       | Historien, scientifique, lieutenant-général Propriétaire, maire d'Aubiat Ingénieur des Mines Député (1846-1848) Pair de France |
| 1848    | 1852         | Jean Jusseraud                            | Droite       | Médecin, maire de Chaptuzat Représentant du peuple (1848-1851)                                                                 |
| 1852    | 1885 (décès) | Félix Victor Martha-Becker, Comte de Mons | Droite       | Historien, scientifique Propriétaire à Aubiat Ingénieur des Mines Président du Conseil Général (1870-1885) Député (1846-1848)  |
| 1886    | 1907         | Etienne Bérard de Chazelles (1838-1923)   | Droite       | Ancien Préfet, maire de Thuret                                                                                                 |
| 1907    | 1925         | Jean Gauthier-Brun                        | Rad.         | Négociant en vins Maire d'Aigueperse (1907-1927)                                                                               |
| 1925    | 1932 (décès) | Frédéric Collangettes (1872-1932)         | URD          | Médecin à Aigueperse |
| 1932    | 1937         | Félix Damaison                            | Rad.         | Huissier - Maire d'Aigueperse (1929-1935)                                                                                      |
| 1937    | 1940         | Marcel Lacour                             | URD          | Médecin à Aigueperse Nommé conseiller départemental en 1942 Décédé en 1944                                                     |
|         |              |                                           |              | |
| 1945    | 1958         | Frédéric Collangettes                     | DVD          | Médecin à Aigueperse |
| 1958    | 1970         | Pierre Marliac (1905-1996)                | Centriste    | Pharmacien Maire d'Aigueperse (1951-1977)                                                                                      |
| 1970    | 1999 (décès) | Gérard Boche                              | RI puis UDF  | Directeur commercial retraité - Député (1993-1997) Maire d'Aigueperse (1977-1995)                                              |
| 1999    | 2015         | Luc Chaput                                | UDF puis UMP | Cadre Ancien conseiller municipal d'Aubiat Maire d'Aigueperse depuis mars 2014                                                 |

### Conseillers d'arrondissement (de 1833 à 1940)
| Période                                  | Période          | Identité                       | Étiquette   | Qualité |
| ---------------------------------------- | ---------------- | ------------------------------ | ----------- | --- |
| 1833                                     | 1834             | Jacques Degeorges (1767-?)     |             | Médecin, maire de Chaptuzat                                                                                 |
| 1834                                     | 1848             | Pierre-Antoine Gilhard         |             | Propriétaire à Aigueperse                                                                                   |
| 1848                                     | 1867             | Jean-François Rollat-Montrépit |             | Propriétaire à Aigueperse                                                                                   |
| 1867                                     | 1874 (démission) | Gaspard-Ruffin Magnin-Létang   |             | Maire d'Aigueperse                                                                                          |
| 1874                                     | 1883             | Nicolas Saynes                 |             | Maire d'Aigueperse                                                                                          |
| 1883                                     | 1889             | Alfred Rouher                  |             | Ancien avocat général, propriétaire à Aigueperse                                                            |
| 1889                                     | 1904             | Joseph-Marie Degeorge          |             | Docteur en médecine à Aigueperse                                                                            |
| 1904                                     | 1928             | Paul Roche                     | Radical     | Pharmacien, maire d'Aigueperse                                                                              |
| 1928                                     | 1934             | Ernest Vincent                 | Radical     | Agriculteur, maire de Montpensier                                                                           |
| 1934                                     | 1938             | Jean Roux                      | Républicain | Suppléant du juge de paix d'Aigueperse                                                                      |
| janvier 1939                             | 1940             | Henri Brun (1881-1967)         | Droite      | Cultivateur, maire d'Aigueperse                                                                             |
| 1940                                     |                  |                                |             | Les conseils d'arrondissement ont été suspendus par la loi du 12 octobre 1940 et n'ont jamais été réactivés |
| Les données manquantes sont à compléter. |                  |                                |             | |

### Représentation à partir de 2015
| Période élective | Période élective | Mandat | Mandat   | Identité        | Nuance | Nuance | Qualité |
| ---------------- | ---------------- | ------ | -------- | --------------- | ------ | ------ | --- |
| 2015             | 2021             | 2015   | 2021     | Claude Boilon   |        | MR     | Retraité de l'Éducation nationale Président de la communauté de communes de Limagne d'Ennezat Maire de Chappes (1980-2020), ancien conseiller général du canton d'Ennezat (1988-2015) Rapporteur général du budget et président de la commission d'appel d'offres |
| 2015             | 2021             | 2015   | 2021     | Catherine Cuzin |        | MR     | Secrétaire médicale Conseillère municipale d'Aigueperse |
| 2021             | 2028             | 2021   | en cours | Fabrice Magnet  |        | DVC    | Maire de Ennezat, Chef d'entreprise |
| 2021             | 2028             | 2021   | en cours | Karina Monnet   |        | DVC    | Attachée territorial, conseillère municipale d'Artonne |

### Résultats détaillés

#### Élections de mars 2015
À l'issue du 1er tour des élections départementales de 2015, deux binômes sont en ballottage : Claude Boilon et Catherine Cuzin (Union de la Gauche, 37,89 %) et Luc Chaput et Chantal Katzenfort (Union de la Droite, 34,05 %). Le taux de participation est de 58,46 % (8 644 votants sur 14 785 inscrits) contre 52,8 % au niveau départemental et 50,17 % au niveau national.
Au second tour, le binôme Claude Boilon - Catherine Cuzin (Union de la Gauche) est élu avec 52,72 % des suffrages exprimés. Le taux de participation est de 60,17 % (8 896 votants sur 14 785 inscrits).
Claude Boilon et Catherine Cuzin ont quitté le PS. Ils sont au MR (groupe socialiste, radical et républicain, majorité départementale).

#### Élections de juin 2021
Le premier tour des élections départementales de 2021 est marqué par un très faible taux de participation (33,26 % au niveau national). Dans le canton d'Aigueperse, ce taux de participation est de 39,11 % (6 161 votants sur 15 755 inscrits) contre 36,11 % au niveau départemental. À l'issue de ce premier tour, deux binômes sont en ballottage : Fabrice Magnet et Karina Monnet (DVC, 48,23 %) et Céline Becerra et Grégory Villafranca (Union à gauche, 33,43 %).
Le second tour des élections est marqué une nouvelle fois par une abstention massive équivalente au premier tour. Les taux de participation sont de 34,36 % au niveau national, 37,4 % dans le département et 40,32 % dans le canton d'Aigueperse. Fabrice Magnet et Karina Monnet (DVC) sont élus avec 61,91 % des suffrages exprimés (3 615 voix pour 6 352 votants et 15 754 inscrits),,. 

## Composition

### Composition avant 2015
Ce canton était composé de douze communes.
| Nom                    | Code Insee | Codepostal | Superficie (km2) | Population (dernière pop. légale) | Densité (hab./km2) |
| ---------------------- | ---------- | ---------- | ---------------- | --------------------------------- | ------------------ |
| Aigueperse (chef-lieu) | 63001      | 63260      | 10,50            | 2 630 (2012)                      | 250                |
| Artonne                | 63012      | 63460      | 17,48            | 819 (2012)                        | 47                 |
| Aubiat                 | 63013      | 63260      | 14,79            | 932 (2012)                        | 63                 |
| Bussières-et-Pruns     | 63061      | 63260      | 11,63            | 425 (2012)                        | 37                 |
| Chaptuzat              | 63090      | 63260      | 8,24             | 474 (2012)                        | 58                 |
| Effiat                 | 63143      | 63260      | 19,96            | 1 098 (2012)                      | 55                 |
| Montpensier            | 63240      | 63260      | 7,24             | 424 (2012)                        | 59                 |
| Saint-Agoulin          | 63311      | 63260      | 9,34             | 324 (2012)                        | 35                 |
| Saint-Genès-du-Retz    | 63347      | 63260      | 8,24             | 498 (2012)                        | 60                 |
| Sardon                 | 63406      | 63260      | 8,41             | 321 (2012)                        | 38                 |
| Thuret                 | 63432      | 63260      | 16,66            | 849 (2012)                        | 51                 |
| Vensat                 | 63446      | 63260      | 16,11            | 455 (2012)                        | 28                 |

### Composition depuis 2015
Depuis le redécoupage de 2014, le canton d'Aigueperse est composé de vingt-quatre communes entières.
| Nom                                | Code Insee | Intercommunalité           | Superficie (km2) | Population (dernière pop. légale) | Densité (hab./km2) | Modifier                                    |
| ---------------------------------- | ---------- | -------------------------- | ---------------- | --------------------------------- | ------------------ | ------------------------------------------- |
| Aigueperse (bureau centralisateur) | 63001      | CC Plaine Limagne          | 10,50            | 2 700 (2022)                      | 257                | modifier les données · modifier les données |
| Artonne                            | 63012      | CC Plaine Limagne          | 17,48            | 923 (2022)                        | 53                 | modifier les données · modifier les données |
| Aubiat                             | 63013      | CC Plaine Limagne          | 14,79            | 1 018 (2022)                      | 69                 | modifier les données · modifier les données |
| Bussières-et-Pruns                 | 63061      | CC Plaine Limagne          | 11,63            | 504 (2022)                        | 43                 | modifier les données · modifier les données |
| Chappes                            | 63089      | CA Riom Limagne et Volcans | 10,21            | 1 609 (2022)                      | 158                | modifier les données · modifier les données |
| Chaptuzat                          | 63090      | CC Plaine Limagne          | 8,24             | 492 (2022)                        | 60                 | modifier les données · modifier les données |
| Chavaroux                          | 63107      | CA Riom Limagne et Volcans | 3,98             | 531 (2022)                        | 133                | modifier les données · modifier les données |
| Clerlande                          | 63112      | CA Riom Limagne et Volcans | 8,31             | 631 (2022)                        | 76                 | modifier les données · modifier les données |
| Effiat                             | 63143      | CC Plaine Limagne          | 19,96            | 1 127 (2022)                      | 56                 | modifier les données · modifier les données |
| Ennezat                            | 63148      | CA Riom Limagne et Volcans | 18,31            | 2 658 (2022)                      | 145                | modifier les données · modifier les données |
| Entraigues                         | 63149      | CA Riom Limagne et Volcans | 9,72             | 732 (2022)                        | 75                 | modifier les données · modifier les données |
| Lussat                             | 63200      | CA Riom Limagne et Volcans | 9,17             | 944 (2022)                        | 103                | modifier les données · modifier les données |
| Les Martres-d'Artière              | 63213      | CA Riom Limagne et Volcans | 14,96            | 2 237 (2022)                      | 150                | modifier les données · modifier les données |
| Martres-sur-Morge                  | 63215      | CA Riom Limagne et Volcans | 8,22             | 732 (2022)                        | 89                 | modifier les données · modifier les données |
| Montpensier                        | 63240      | CC Plaine Limagne          | 7,24             | 467 (2022)                        | 65                 | modifier les données · modifier les données |
| Saint-Agoulin                      | 63311      | CC Plaine Limagne          | 9,34             | 311 (2022)                        | 33                 | modifier les données · modifier les données |
| Saint-Genès-du-Retz                | 63347      | CC Plaine Limagne          | 8,24             | 463 (2022)                        | 56                 | modifier les données · modifier les données |
| Saint-Ignat                        | 63362      | CA Riom Limagne et Volcans | 15,37            | 917 (2022)                        | 60                 | modifier les données · modifier les données |
| Saint-Laure                        | 63372      | CA Riom Limagne et Volcans | 6,89             | 694 (2022)                        | 101                | modifier les données · modifier les données |
| Sardon                             | 63406      | CC Plaine Limagne          | 8,41             | 300 (2022)                        | 36                 | modifier les données · modifier les données |
| Surat                              | 63424      | CA Riom Limagne et Volcans | 8,73             | 611 (2022)                        | 70                 | modifier les données · modifier les données |
| Thuret                             | 63432      | CC Plaine Limagne          | 16,66            | 924 (2022)                        | 55                 | modifier les données · modifier les données |
| Varennes-sur-Morge                 | 63443      | CA Riom Limagne et Volcans | 4,93             | 432 (2022)                        | 88                 | modifier les données · modifier les données |
| Vensat                             | 63446      | CC Plaine Limagne          | 16,11            | 550 (2022)                        | 34                 | modifier les données · modifier les données |
| Canton d'Aigueperse                | 6301       |                            | 267,40           | 22 507 (2022)                     | 84                 | modifier les données                        |

## Démographie

### Démographie avant 2015
| 1962  | 1968  | 1975  | 1982  | 1990  | 1999  | 2006  | 2011  | 2012  |
| ----- | ----- | ----- | ----- | ----- | ----- | ----- | ----- | ----- |
| 7 167 | 7 344 | 7 518 | 7 591 | 7 781 | 7 768 | 8 338 | 9 076 | 9 249 |

### Démographie depuis 2015
En 2022, le canton comptait 22 507 habitants, en évolution de +4,04 % par rapport à 2016 (Puy-de-Dôme : +2,1 %, France hors Mayotte : +2,11 %).
| 2013   | 2018   | 2022   |
| ------ | ------ | ------ |
| 21 128 | 21 770 | 22 507 |